# El Pla de Santa Maria

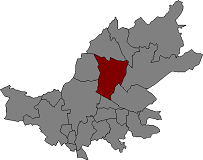
Położenie gminy na mapie comarki Alt Camp.

El Pla de Santa Maria (hiszp. Pla de Santa María) – gmina w Hiszpanii,  w Katalonii, w prowincji Tarragona, w comarce Alt Camp.
Powierzchnia gminy wynosi 35,00 km². Zgodnie z danymi INE, w 2005 roku liczba ludności wynosiła 1903, a gęstość zaludnienia 54,37 osoby/km². Wysokość bezwzględna gminy równa jest 381 metrów. Współrzędne geograficzne gminy to 41°21'54"N, 1°17'30"E.

## Demografia
- 1991 – 1579
- 1996 – 1627
- 2001 – 1669
- 2004 – 1820
- 2005 – 1903